# Odrlice
Odrlice je vesnice, část obce Senice na Hané v okrese Olomouc. Nachází se asi čtyři kilometry na sever od Senice na Hané. Prochází tudy železniční trať Červenka–Prostějov. V roce 2009 zde bylo evidováno 74 adres. V roce 2001 zde trvale žilo 227 obyvatel.
Odrlice je také název katastrálního území o rozloze 4,37 km2.

## Název
Jméno vesnice bylo odvozeno od osobního jména Udrl (nebo Udrla, jeho základem bylo sloveso udřieti) a znamenalo "Udrlovi lidé". Změna počátečního U- na O- (poprvé doložena 1375) je nářeční.

## Historie
První písemná zmínka o obci pochází z roku 1236.

## Obyvatelstvo

### Struktura
Vývoj počtu obyvatel za celou obec i  za jeho jednotlivé části uvádí tabulka níže, ve které se zobrazuje i příslušnost jednotlivých částí k obci či následné odtržení. 
| Místní části   | Místní části | 1869 | 1880 | 1890 | 1900 | 1910 | 1921 | 1930 | 1950 | 1961 | 1970 | 1980 | 1991 | 2001 | 2011 |
| -------------- | ------------ | ---- | ---- | ---- | ---- | ---- | ---- | ---- | ---- | ---- | ---- | ---- | ---- | ---- | ---- |
| Počet obyvatel | část Odrlice | 235  | 271  | 319  | 354  | 354  | 347  | 348  | 310  | 278  | 258  | 277  | 230  | 227  | 223  |
| Počet domů     | část Odrlice | 37   | 46   | 53   | 52   | 55   | 56   | 60   | 71   | 67   | 63   | 60   | 69   | 69   | 70   |

## Pamětihodnosti
- Venkovská usedlost čp. 6
- Venkovská usedlost čp. 7
- Sušárna chmele